# Sean O'Hagan
Sean O'Hagan es un músico, cantante y compositor británico conocido por su trabajo con Microdisney, The High Llamas y Stereolab.
O'Hagan fue uno de los fundadores de la banda irlandesa de indie Microdisney, y posteriormente fue miembro de Stereolab. Una vez que dejó de ser miembro de Stereolab (tras el lanzamiento de Mars Audiac Quintet) formó The High Llamas, un grupo que lanzó álbumes con influencias de artistas como The Beach Boys, Ennio Morricone, Antonio Carlos Jobim y la música electrónica avant-garde. Sin embargo, siguió colaborando con Stereolab. También colaboró con Tim Gane de Stereolab en la banda sonora de la película francesa "La Vie d'Artiste", del director Marc Fitoussi, en 2007. Diez años antes había formado parte con Gane de otro proyecto llamado Turn On, junto a Andrew Ramsay (otro miembro de Stereolab).
Debido a la influencia de los Beach Boys en la música de High Llamas, O'Hagan fue considerado por los mismos para producir uno de sus álbumes, pero esto colaboración no se produjo.
También hay un periodista llamado Sean O'Hagan que escribe frecuentemente sobre música pop inglesa e irlandesa, en medios como The Guardian. Durante una sesión de chat, el músico O'Hagan aclaró el posible malentendido.

## Discografía solista
- High Llamas (1990)